# Liga Profesional Saudí 2023-24
La temporada 2023-24 fue la 48.ª edición de la Liga Profesional Saudí, la máxima categoría del fútbol en Arabia Saudita. La liga inició el 11 de agosto de 2023 y finalizó el 27 de mayo de 2024.
La liga contó con 18 equipos: catorce de la edición anterior y cuatro ascendidos de la Primera División Saudí 2022-23. El Al-Ittihad Jeddah Club partió como el defensor del título.

## Cambios
El 14 de abril de 2022, la FFS anunció que el número de equipos aumentaría a 18 a partir de la temporada 2023-24. Por lo tanto, solo dos equipos descenderían de la Liga Profesional Saudí 2022-23 en lugar de los tres habituales, y cuatro equipos ascenderían de la Liga de Primera División Saudí 2022-23.
En junio de 2023, el Fondo de Inversión Pública adquirió una participación del 75% en Al-Ahli, Al-Hilal, Al-Ittihad y Al-Nassr.

## Equipos
Los clubes Al-Adalah y Al-Batin fueron relegados a la Primera División Saudí al ubicarse en las posiciones 15 y 16 de la temporada anterior. Ascendieron el Al-Ahli, Al-Hazem, Al-Okhdood y Al-Riyadh.

### Ciudades y estadios
| Equipo     | Ciudad         | Estadio                                     | Capacidad |
| ---------- | -------------- | ------------------------------------------- | --------- |
| Abha       | Abha           | Prince Sultan bin Abdul Aziz                | 20 000    |
| Al-Ahli    | Yeda           | King Abdullah Sports City                   | 62 242    |
| Al-Ettifaq | Dammam         | Príncipe Mohamed bin Fahd                   | 35 000    |
| Al-Hazem   | Ar Rass        | Al-Hazem Club                               | 8000      |
| Al-Khaleej | Saihat         | Al-Khaleej Club                             | 10 000    |
| Al-Fateh   | Al-Hasa        | Príncipe Abdullah bin Jalawi                | 26 000    |
| Al-Fayha   | Al Majma'ah    | Al Majma'ah Sports City                     | 7000      |
| Al-Okhdood | Naŷrán         | Príncipe Hathloul bin Abdul Aziz Sport City | 12 000    |
| Al-Riyadh  | Riad           | Príncipe Turki bin Abdul Aziz               | 15 000    |
| Al-Wehda   | La Meca        | Rey Abdul Aziz                              | 33 000    |
| Al-Hilal   | Riad           | Príncipe Faisal bin Fahd                    | 22 500    |
| Al-Ittihad | Yeda           | King Abdullah Sports City                   | 62 242    |
| Al-Nassr   | Riad           | Mrsool Park                                 | 25 000    |
| Al-Raed    | Buraidá        | King Abdullah Sport City                    | 25 000    |
| Al-Shabab  | Riad           | Príncipe Faisal bin Fahd                    | 22 500    |
| Al-Taawoun | Buraidá        | King Abdullah Sport City                    | 25 000    |
| Al-Tai     | Hail           | Príncipe Abdul Aziz bin Musa'ed             | 12 000    |
| Damac      | Khamis Mushait | Prince Sultan bin Abdul Aziz                | 20 000    |

*Nota: Los estadios mostrados en la tabla anterior fueron los utilizados por los equipos en la temporada.

## Desarrollo

### Clasificación
| Pos. | Equipo       | Pts. | PJ | G  | E  | P  | GF  | GC | Dif. | Clasificación 2024-25                      |
| ---- | ------------ | ---- | -- | -- | -- | -- | --- | -- | ---- | ------------------------------------------ |
| 1    | Al-Hilal (C) | 96   | 34 | 31 | 3  | 0  | 101 | 23 | +78  | Fase de liga de la Liga de Campeones Élite |
| 2    | Al-Nassr     | 82   | 34 | 26 | 4  | 4  | 100 | 42 | +58  | Fase de liga de la Liga de Campeones Élite |
| 3    | Al-Ahli      | 65   | 34 | 19 | 8  | 7  | 67  | 35 | +32  | Fase de liga de la Liga de Campeones Élite |
| 4    | Al-Taawoun   | 59   | 34 | 16 | 11 | 7  | 51  | 35 | +16  | Fase de liga de la Liga de Campeones 2     |
| 5    | Al-Ittihad   | 54   | 34 | 16 | 6  | 12 | 63  | 54 | +9   |                                            |
| 6    | Al-Ettifaq   | 48   | 34 | 12 | 12 | 10 | 43  | 34 | +9   |                                            |
| 7    | Al-Fateh     | 45   | 34 | 12 | 9  | 13 | 57  | 55 | +2   |                                            |
| 8    | Al-Shabab    | 44   | 34 | 12 | 8  | 14 | 45  | 42 | +3   |                                            |
| 9    | Al-Fayha     | 44   | 34 | 11 | 11 | 12 | 44  | 52 | −8   |                                            |
| 10   | Damac        | 41   | 34 | 10 | 11 | 13 | 44  | 45 | −1   |                                            |
| 11   | Al-Khaleej   | 37   | 34 | 9  | 10 | 15 | 37  | 48 | −11  |                                            |
| 12   | Al-Raed      | 37   | 34 | 9  | 10 | 15 | 41  | 49 | −8   |                                            |
| 13   | Al-Wehda     | 36   | 34 | 10 | 6  | 18 | 45  | 60 | −15  |                                            |
| 14   | Al-Riyadh    | 35   | 34 | 8  | 11 | 15 | 33  | 57 | −24  |                                            |
| 15   | Al-Okhdood   | 33   | 34 | 9  | 6  | 19 | 33  | 52 | −19  |                                            |
| 16   | Abha (D)     | 32   | 34 | 9  | 5  | 20 | 38  | 87 | −49  | Descenso a la MS League                    |
| 17   | Al-Tai (D)   | 31   | 34 | 8  | 7  | 19 | 34  | 64 | −30  | Descenso a la MS League                    |
| 18   | Al-Hazem (D) | 24   | 34 | 4  | 12 | 18 | 34  | 76 | −42  | Descenso a la MS League                    |

 Fuente: SPL
Criterios de clasificación: 1) Puntos; 2) Puntos en partidos directos; 3) Gol diferencia en partidos directos; 4) Gol diferencia; 5) Goles anotados; 6) Puntos Fair-play (Nota: Desempate con enfrentamientos directos es usado solo después de haber jugado todos los partidos entre los equipos en cuestión).
Notas:
1. ↑  Dado que el campeón de la Copa del Rey de Campeones (Al-Hilal) clasificó a la Liga de Campeones Élite, el cupo que otorgó dicho torneo en la Liga de Campeones 2 pasó al cuarto lugar de la liga saudí.
2. 1 2  Puntos en partidos directos: Al-Shabab 3, Al-Fayha 3. Diferencia de goles en partidos directos: Al-Shabab 0, Al-Fayha 0. Diferencia de goles: Al-Shabab +3, Al-Fayha −8.
3. 1 2  Puntos en partidos directos: Al-Khaleej 4, Al-Raed 1.

### Resultados
| Local \ Visitante | ABH | AHL | HAZ | ETT | FAT | FAY | HIL | ITT | KHJ | NSR | RAE | SHB | TWN | TAI | OKH | RIY | WHD | DAM |
| ----------------- | --- | --- | --- | --- | --- | --- | --- | --- | --- | --- | --- | --- | --- | --- | --- | --- | --- | --- |
| Abha              |     | 0–6 | 1–1 | 1–3 | 2–1 | 2–1 | 1–3 | 3–1 | 2–1 | 0–8 | 1–0 | 2–1 | 1–1 | 2–0 | 3–2 | 0–1 | 1–0 | 0–0 |
| Al-Ahli           | 5–1 |     | 3–1 | 0–0 | 1–1 | 1–0 | 1–2 | 1–0 | 1–0 | 0–1 | 0–0 | 0–0 | 3–2 | 2–0 | 1–0 | 3–0 | 3–1 | 4–1 |
| Al-Hazem          | 2–1 | 0–4 |     | 0–2 | 2–0 | 1–3 | 0–9 | 2–3 | 1–1 | 1–5 | 4–3 | 0–3 | 1–3 | 1–1 | 0–0 | 1–1 | 1–2 | 0–0 |
| Al-Ettifaq        | 3–0 | 2–2 | 1–1 |     | 1–2 | 1–2 | 0–2 | 1–1 | 1–1 | 2–1 | 0–0 | 1–0 | 0–2 | 4–3 | 1–1 | 1–0 | 0–0 | 3–1 |
| Al-Fateh          | 4–1 | 5–1 | 2–1 | 1–0 |     | 0–1 | 0–2 | 2–4 | 1–2 | 0–5 | 3–1 | 1–1 | 1–1 | 0–1 | 0–0 | 2–2 | 5–1 | 1–1 |
| Al-Fayha          | 3–2 | 0–4 | 0–0 | 0–0 | 2–2 |     | 0–2 | 0–0 | 3–1 | 1–3 | 0–0 | 0–1 | 1–1 | 1–0 | 3–0 | 1–1 | 1–2 | 2–4 |
| Al-Hilal          | 7–0 | 3–1 | 4–1 | 2–0 | 3–1 | 1–1 |     | 3–1 | 1–0 | 3–0 | 3–1 | 2–0 | 2–0 | 3–1 | 3–0 | 6–1 | 2–0 | 2–1 |
| Al-Ittihad        | 4–2 | 0–1 | 2–2 | 0–5 | 2–1 | 3–1 | 3–4 |     | 4–2 | 2–5 | 1–3 | 1–3 | 0–0 | 2–0 | 2–1 | 2–0 | 2–1 | 4–1 |
| Al-Khaleej        | 3–1 | 1–3 | 1–1 | 0–2 | 1–3 | 3–0 | 1–4 | 1–1 |     | 0–1 | 0–0 | 0–0 | 1–1 | 3–1 | 2–2 | 1–2 | 1–2 | 0–2 |
| Al-Nassr          | 2–2 | 4–3 | 4–4 | 3–1 | 2–1 | 3–1 | 1–1 | 4–2 | 2–0 |     | 1–3 | 4–0 | 0–2 | 5–1 | 3–0 | 4–1 | 6–0 | 2–1 |
| Al-Raed           | 4–3 | 0–0 | 2–0 | 2–2 | 1–2 | 1–2 | 0–4 | 0–3 | 0–1 | 1–3 |     | 2–1 | 0–0 | 1–1 | 1–2 | 3–0 | 2–0 | 0–1 |
| Al-Shabab         | 5–0 | 1–2 | 4–1 | 0–0 | 3–2 | 2–3 | 3–4 | 1–0 | 1–3 | 2–3 | 2–0 |     | 1–2 | 2–0 | 1–1 | 1–0 | 1–0 | 1–1 |
| Al-Taawoun        | 1–0 | 0–1 | 4–0 | 1–0 | 1–3 | 4–1 | 0–3 | 1–1 | 1–1 | 1–4 | 2–1 | 1–0 |     | 3–0 | 3–1 | 1–2 | 4–1 | 0–0 |
| Al-Tai            | 1–0 | 1–4 | 1–0 | 1–1 | 3–1 | 3–3 | 1–2 | 0–3 | 0–0 | 1–2 | 4–3 | 0–0 | 2–3 |     | 0–2 | 3–2 | 0–3 | 1–0 |
| Al-Okhdood        | 4–0 | 3–2 | 2–1 | 1–0 | 1–3 | 1–2 | 0–3 | 0–1 | 0–1 | 2–3 | 1–3 | 1–0 | 0–1 | 1–0 |     | 1–2 | 1–1 | 1–2 |
| Al-Riyadh         | 1–1 | 2–1 | 0–0 | 1–0 | 1–1 | 1–3 | 1–3 | 0–4 | 0–1 | 2–2 | 1–1 | 2–2 | 0–0 | 1–2 | 0–1 |     | 1–0 | 1–0 |
| Al-Wehda          | 4–0 | 1–1 | 0–2 | 2–3 | 2–3 | 1–1 | 1–2 | 0–3 | 3–1 | 1–3 | 0–1 | 3–1 | 3–3 | 1–1 | 2–0 | 3–1 |     | 4–2 |
| Damac             | 4–2 | 2–2 | 4–1 | 0–2 | 2–2 | 1–1 | 1–1 | 3–1 | 0–1 | 0–1 | 1–1 | 0–1 | 0–1 | 3–0 | 2–0 | 2–2 | 1–0 |     |

## Goleadores
| Pos. | Jugador               | Equipo     | Goles | Part. |
| ---- | --------------------- | ---------- | ----- | ----- |
| 1    | Cristiano Ronaldo     | Al-Nassr   | 35    | 31    |
| 2    | Aleksandar Mitrović   | Al-Hilal   | 28    | 28    |
| 3    | Talisca               | Al-Nassr   | 16    | 17    |
| 4    | Abderrazak Hamdallah  | Al-Ittihad | 15    | 18    |
| 5    | Georges-Kévin Nkoudou | Damac      | 15    | 21    |
| 6    | Odion Ighalo          | Al-Wehda   | 12    | 21    |
| 7    | Bernard Mensah        | Al-Fateh   | 11    | 18    |
| 8    | Firas Al-Buraikan     | Al-Ahli    | 11    | 20    |
| 9    | Salem Al-Dawsari      | Al-Hilal   | 10    | 21    |
| 10   | Malcom                | Al-Hilal   | 10    | 21    |